# Premières migrations des Hominines hors d'Afrique
«  Out of Africa I » redirige ici. Pour les autres significations, voir Out of Africa (homonymie).

Dispersions successives des:
Homo erectus (jaune), expansion maximale ;
Homo neanderthalensis (ocre), expansion maximale ;
Homo sapiens (rouge), migrations et leurs dates.

Plusieurs migrations d'Afrique vers l'Eurasie d'espèces humaines archaïques (appartenant au genre Homo) ont eu lieu au cours du Paléolithique inférieur avant 2,58 Ma et au début du Paléolithique moyen, de 2,1 à 0,2 millions d'années (Ma). Ces migrations sont appelées « Out of Africa I » pour les différencier de celles, également de l'Afrique vers l'Eurasie, d'Homo sapiens, qui ont commencé il y a au moins 200 000 ans et qui sont connues sous le nom de « Out of Africa II ».
Les traces les plus anciennes d'une présence humaine (genre Homo) ou d'autres hominiens (genre Australopithecus) en dehors de l'Afrique remontent à 2,8 Ma, il s'agit de traces de boucherie et d'au moins un outil en place, découverts en Inde sous-himalayenne à Masol,,,,ainsi que des outils de 2,5 Ma découverts en Chine à Longgupo, ceux de 2,1 Ma découverts en Chine sont donc plus tardifs. Les restes fossiles humains sont considérablement plus rares que les outils et les fossiles d'herbivores consommés, les plus anciens connus hors d'Afrique datent, quant à eux, de 1,77 Ma. Ils ont été découverts à Dmanissi, en Géorgie et attribués à Homo georgicus.
D'autres vagues de migration se sont produites ultérieurement, notamment celles d'Homo heidelbergensis il y a peut-être 800 à 700 ka (il s'agit de groupes de culture acheuléenne).

## Premières dispersions
Les plus anciennes traces d'activités attribuables au genre Homo connues en dehors de l'Afrique remontent à plus de 2 millions d'années. Selon plusieurs études en Inde sous-himalayenne parues dans les revues Palevol en 2016 et Journal of Asian Earth Sciences en 2023, des traces de boucherie et au moins un chopper en place trouvés à Masol, attestent d'une intense activité de charognage dans la plaine inondable à plus de 2,7 Ma. D'autres études parues dans la revue Nature en 2018, présentent des outils plus tardifs découverts en Chine dans le vaste plateau de Lœss, à Shangchen, ils attestent d'une présence humaine dans le centre de la Chine dès 2,12 Ma ; ces traces d'activités avec fabrication d'outils archaïques en Inde et en Chine, ont fait l'objet de datations magnétostratigraphiques,.
Homo floresiensis (l'Homme de Florès, en Indonésie) pourrait descendre d'une de ces lignées. Faute de fossiles associés à ces archives préhistoriques, la question de savoir si ces premiers hominiens quittant l'Afrique étaient des Homo habilis, ou une forme d' Homo précoce, ou d' Australopithèque tardif étroitement liée à Homo habilis, ou encore une forme très précoce d' Homo erectus, n'est pas tranchée. Dans tous les cas, la morphologie de Homo floresiensis a montré une grande similitude avec Australopithecus sediba, Homo habilis et Homo georgicus, ce qui conduit à envisager la possibilité que les ancêtres de Homo floresiensis aient quitté l'Afrique avant l'apparition de Homo erectus. Une analyse phylogénétique publiée en 2017 suggère que Homo floresiensis descend d'une espèce (vraisemblablement australopithécine) ancestrale d'Homo habilis, ce qui en ferait une "espèce sœur" d'H. habilis, et sa lignée serait plus ancienne que Homo erectus lui-même. Sur la base de cette classification, H. floresiensis est supposé représenter une migration jusque-là inconnue et très précoce hors d'Afrique. Néanmoins, d'autres études rapprochent Homo floresiensis des Homo erectus, une espèce plus récente et bien connue en Asie,,.
Presque les mêmes questions se posent pour Homo luzonensis sur l'île de Luçon (Philippines).

## Homo erectus

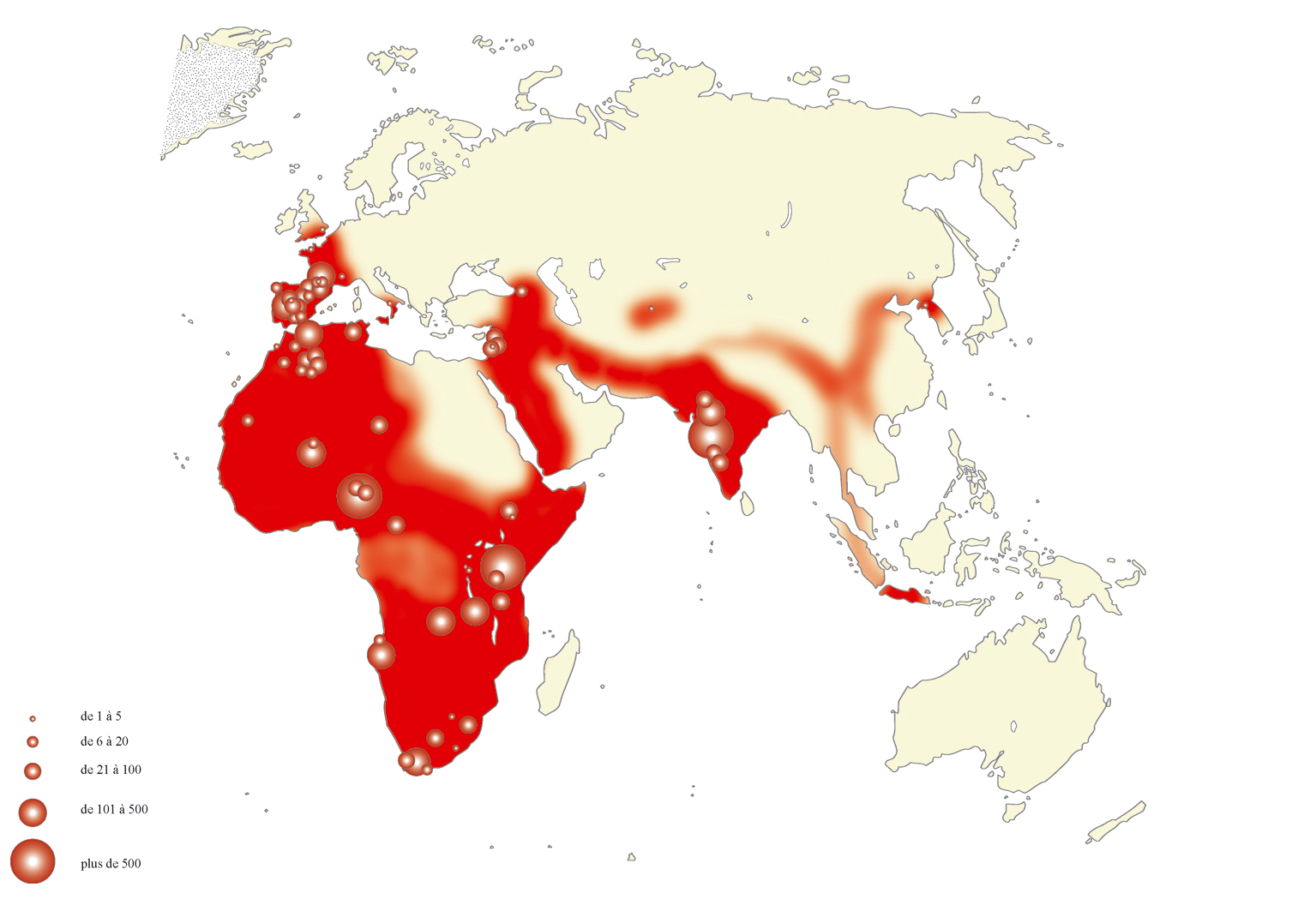
Diffusion de l'Acheuléen

Homo erectus apparaît en Afrique il y a 2 millions d'années. La première preuve connue de H. erectus africain, surnommé Homo ergaster, est un seul os occipital (KNM-ER 2598), décrit comme «semblable à H. erectus», et daté d'environ 1,9 Ma. Le fossile suivant disponible est daté de 1,6 million d'années, il s'agit du crâne KNM-ER 3733. Les premiers H. erectus auraient coexisté avec Homo habilis en Afrique de l'Est pendant près d'un demi-million d'années.

### En Asie
Le premier site eurasien connu est Dmanissi, en Géorgie, daté en 2011 à 1,77 Ma (million d'années),.
En 2011, Ferring et al. suggèrent que c'est Homo habilis qui a atteint l'Asie de l'Ouest et que H. erectus s'y est développé. H. erectus se serait alors dispersé en Asie de l'Est (Homme de Pékin) et en Asie du Sud-Est (Homme de Java),.
En 2022, les plus anciens fossiles présumés humains sont découverts sur le site de Sangiran, à Java (Indonésie) et datés d'environ 1,8 Ma.

### En Europe
En Europe, les plus anciens sites connus sont Barranco León, dans le sud-est de l'Espagne daté de 1,4 Ma, Pirro Nord, dans le sud de l'Italie, daté de 1,6 à 1,3 Ma. Le site de la Sima del Elefante, l'un des gisements de la sierra d'Atapuerca dans le nord de l'Espagne, a livré en juin 2022 un maxillaire humain dont la datation estimée est de 1,4 Ma mais qui n'a pas encore été publié dans la littérature scientifique. La paléobiogéographie des premières dispersions humaines dans l'ouest de l'Eurasie caractérise Homo erectus comme sténobiote (qui a besoin d'un milieu externe stable), sensible à la température ; il n'a pas réussi à se disperser au nord de la ceinture alpine. La plaine de Pannonie, située au sud-ouest des Carpates, était apparemment caractérisée par un climat relativement chaud similaire à celui de la zone méditerranéenne, tandis que le climat de la zone paléobiogéographique d'Europe occidentale était atténué par l'influence du Gulf Stream et pourrait soutenir les dispersions épisodiques des hominines vers la péninsule Ibérique,.
Il y a 1 Ma, Homo erectus s'était propagé à travers l'Eurasie ; il était limité principalement aux latitudes au sud du 50e parallèle nord. Il est difficile de dire si la colonisation a été continue en Europe occidentale, ou si des vagues successives ont repeuplé le territoire lors d'intermédiaires glaciaires.

### Navigation
La présence de restes humains du Paléolithique inférieur dans les îles indonésiennes est une bonne preuve de la pratique de la navigation par Homo erectus à la fin du Pléistocène inférieur. R. G. Bednarik suggère que la navigation est apparue il y a 1 Ma, peut-être pour exploiter les zones de pêche hauturière. Il a reproduit un radeau dirigeable (orientable) primitif pour démontrer la faisabilité de la traversée du détroit de Lombok sur un tel appareil, traversée qui aurait été effective selon lui avant 850 000 ans. Le détroit a conservé une largeur d'au moins 20 km pour l'ensemble du Pléistocène.
Une telle réalisation par Homo erectus au Pléistocène inférieur donne une certaine force à l'hypothèse de ces routes d'eau hors d'Afrique, car les routes de sortie par Gibraltar, la Sicile et Bab-el-Mandeb sont plus difficiles et incertaines, les modes de  navigation qu'elles impliquent sont jugées au-delà des capacités de l'Homo erectus.

## Homo heidelbergensis
Les humains archaïques en Europe apparaissent il y a environ 800 000 ans ; il s'agit de groupes de culture acheuléenne maîtrisant l'industrie du hachereau, connus sous le nom d'Homo heidelbergensis. À partir d'environ 400 000 ans, H. heidelbergensis développe sa propre industrie caractéristique, connue sous le nom de Clactonien.

## Homo sapiens
Homo sapiens apparaît en Afrique  il y a environ 300 000 ans. La première vague de migrations de Homo sapiens hors d'Afrique (appelée Out of Africa II") et la plus ancienne présence de H. sapiens en Asie occidentale, peut dater de 300 000 à 200 000 ans. La recherche génétique indique également qu'une vague de migrations plus tardive de H. sapiens (de 70 000 à 50 000 ans) d'Afrique est responsable de la plupart de l'ascendance des populations non africaines actuelles,,.

## Routes de sortie
En ce qui concerne l'itinéraire emprunté de l'Afrique vers l'Asie occidentale le corridor terrestre du Levant et le détroit de Bab-el-Mandeb apparaissent comme les deux voies de passage les plus probables. Le détroit de Bab-el-Mandeb relie la Corne de l'Afrique et l'Arabie, et peut avoir permis un passage maritime moins long pendant certaines périodes du Pléistocène. Un autre itinéraire possible est le détroit de Gibraltar. Une route à travers le détroit de Sicile a été suggérée dans les années 1970 mais elle est maintenant considérée comme peu vraisemblable.

### Couloir levantin
L'utilisation par les humains du corridor levantin, reliant l' Égypte via la péninsule du Sinaï à la Méditerranée orientale, a été associée au phénomène de hausse et de baisse de l'humidité de la ceinture désertique de l'Afrique du Nord, connue sous le nom d'effet de pompe du Sahara. Les nombreux sites du Levant, comme Ubeidiya et la grotte de Misliya, sont utilisés comme indicateurs de cette route de migration.

### Corne de l'Afrique vers l'Arabie (Bab el-Mandeb)

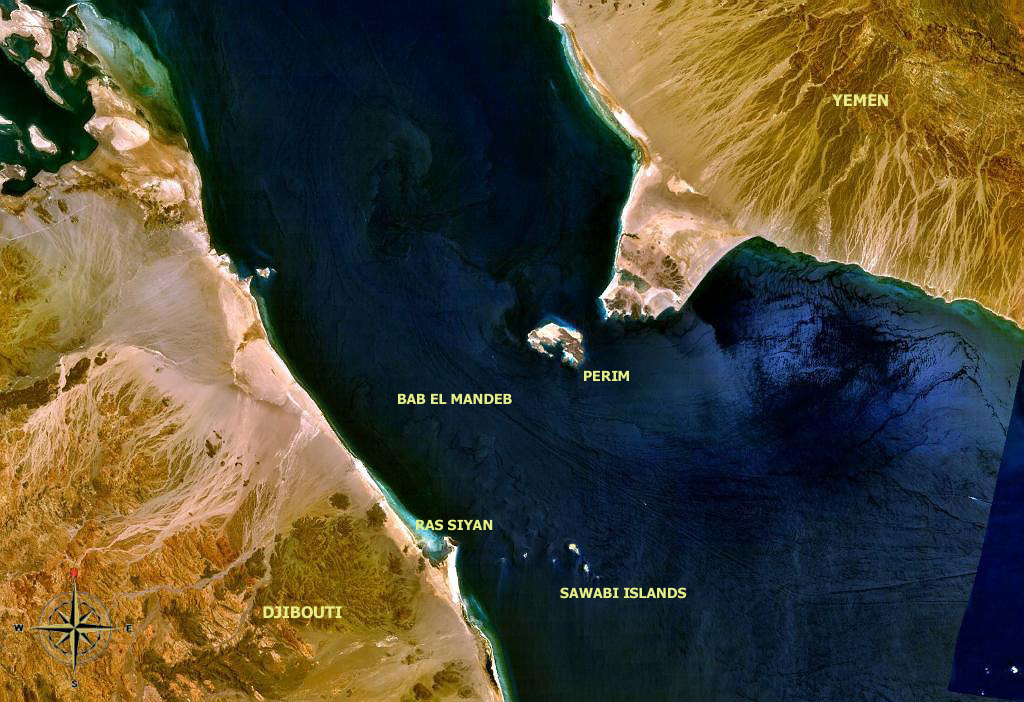
Le détroit de Bab-el-Mandeb.

Bab-el-Mandeb est un détroit de 30 km entre l'Afrique de l'Est et la péninsule arabique, avec une petite île, Périm, 3 km au large de la rive arabe.
Le lien terrestre avec l'Arabie a disparu au Pliocène, et bien qu'il ait pu se reformer brièvement, l'évaporation de la mer Rouge et l'augmentation associée de la salinité auraient laissé des traces dans les archives fossiles après seulement 200 ans, et des dépôts d'évaporite après 600 ans. Aucun dépôt de ce type n'a été détecté. Un fort courant s'écoule de la mer Rouge dans l'océan Indien, et la traversée aurait été difficile sans connexion terrestre.
Des outils de la tradition Oldowayenne sont signalés dans l'île Perim, ce qui implique que le détroit aurait pu être traversé au Pléistocène inférieur, mais ces découvertes n'ont pas encore été confirmées.

### Détroit de Gibraltar
Dans le détroit de Gibraltar, situé entre  l'Atlantique de la Méditerranée, les rives espagnoles et marocaines sont distantes de 14 km.
Au Pléistocène, la baisse du niveau de la mer due à la glaciation aurait réduit la distance entre les rives; mais cette distance n'aurait pas été inférieure à 10 km. L'entrée en Eurasie par le détroit de Gibraltar pourrait expliquer les restes humains à Barranco León dans le sud-est de l'Espagne (1,4 Ma) et à Sima del Elefante dans le nord de l'Espagne (1,2 Ma),. Mais le site de Pirro Nord dans le sud de l'Italie, daté en principe de 1,3 à 1,6 Ma, suggère une possible arrivée par l'Est. Les preuves sont insuffisantes pour répondre à ces interrogations. Néanmoins, des sites contemporains et plus anciens en Asie de l'Ouest (Dmanisi, dans le Caucase géorgien, daté entre 1,77 er 1,85 Ma, Kocabaş, dans l'Ouest de l'Anatolie, daté entre 1,2 et 1,6 Ma) et en Europe de l'Est (Kozarnika, en Bulgarie, daté potentiellement à 1,6 Ma) laissent envisager une arrivée de ces hominines par la terre ferme et le levant.

### Détroit de Sicile
Le passage à travers le détroit de Sicile a été suggéré par Alimen (1975) sur la base de la découverte en 1973 d'outils de la tradition Oldowayenne en Sicile (du Paléolithique inférieur). Les datations radiométriques, cependant, n'ont pas été produites, et les artefacts découverts pourraient tout aussi bien être plus tardives, du Pléistocène moyen, et il est peu probable qu'il y ait eu un pont terrestre pendant le Pléistocène.

## Causes de dispersion

### Flexibilité des humains et changement climatique
Pour une espèce donnée, les ressources disponibles dans son premier environnement limitent le nombre d'individus qui peuvent y survivre : c'est ce que l'on appelle la capacité porteuse d'un milieu. Une fois ce seuil atteint, les individus privilégient un nouvel environnement périphérique plus pauvre mais moins exploité que l'habitat originel pour y collecter des ressources. Homo habilis pourrait avoir développé une certaine flexibilité comportementale avant sa migration dans les périphéries (comme en témoigne sa participation à la prédation intraguilde,). Cette flexibilité aurait alors pu être amplifiée, conduisant à l'adaptation d' Homo erectus aux habitats sans arbres périphériques. Une nouvelle population humaine flexible sur le plan environnemental a pu revenir à son ancienne niche écologique et remplacer la population ancestrale.
De plus, un rétrécissement progressif de la forêt, et la réduction associée de la capacité porteuse de l'écosystème forestier pour les humains autour de 1,8 Ma, 1,2 Ma et 0,6 Ma auraient accentué la pression de la capacité porteuse de l'environnement, contraignant Homo erectus à s'adapter aux terrains ouverts,.
Des flux climatiques favorables ont probablement amené Homo erectus vers le couloir levantin, peut-être de manière sporadique, au Pléistocène inférieur.

### Quête de nourriture
L'analyse lithique implique que les humains de culture Oldowayenne n'étaient pas des chasseurs. Cependant, l' Homo erectus semble avoir suivi les migrations d'animaux vers le nord pendant les périodes plus humides, probablement comme source de nourriture charognée. Les fossiles des premiers Homo sont souvent associés à ceux de grands félins, probablement parce que les humains se nourrissaient des carcasses des animaux abandonnées par ces prédateurs. Ainsi le tigre à dents de sabre Megantereon, qui a vécu au Pléistocène inférieur et moyen (avant MIS 12), éteint en Afrique il y a environ 1,5 Ma, avait migré à travers le Sinaï ; il fait partie des vestiges fauniques du site des humains levantins d'Ubeidiya, datés de 1,4 Ma environ. Il ne pouvait pas briser la moelle osseuse et ses proies étaient probablement une source de nourriture importante pour les humains, en particulier pendant les périodes glaciaires.

### Maladies zoonotiques coévoluées
Bar-Yosef et Belfer-Cohen suggèrent que le succès des humains en Eurasie est en partie dû à l'absence de maladies zoonotiques en dehors de leur habitat d'origine. Les maladies zoonotiques sont celles qui se transmettent des animaux aux humains. La majorité de ces maladies sont encore limitées aux environnements africains chauds et humides. Quand les humains se sont déplacés vers des habitats plus secs et plus froids de latitudes plus élevées, un facteur limitant majeur de la croissance de la population s'est trouvé éliminé.

### Traits physiologiques
Si Homo habilis était certainement bipède, ses épaules sont révélatrices d'une adaptation arboricole. Homo erectus avait des jambes plus longues et des épaules modernes : il était ainsi adapté à la locomotion terrestre exclusive. La taille du corps semble avoir permis une meilleure efficacité énergétique et une meilleure endurance dans l'exercice de la marche. Un Homo erectus plus grand se déshydraterait également plus lentement et pourrait ainsi parcourir de plus grandes distances avant de faire face à des limitations thermorégulatrices,.